# Àcid hentriacontanoic
L'àcid hentriacontanoic (anomenat també, de forma no sistemàtica, àcid hentriacontílic) és un àcid carboxílic de cadena lineal amb trenta-un àtoms de carboni, la qual fórmula molecular és {\displaystyle {\ce {C31H62O2}}}. En bioquímica és considerat un àcid gras, i se simbolitza per C31:0.

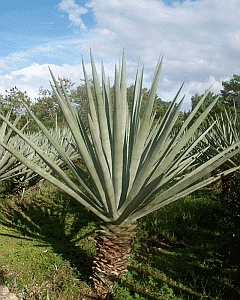
Sisal

L'àcid hentriacontanoic a temperatura ambient és un sòlid que fon a 93–93,2 °C. Ha sigut aïllat de la cera de la fulla del sisal Agave sisalana i d'altres plantes. És soluble en cloroform i en metanol calent.